# Mistrzostwa Afryki w Lekkoatletyce 1989
6. Mistrzostwa Afryki w Lekkoatletyce – ogólnoafrykańskie zawody lekkoatletyczne, które odbyły się w nigeryjskim mieście Lagos w roku 1989.

## Rezultaty

### Mężczyźni
| Konkurencja           | Złoto                                     | Złoto     | Srebro                          | Srebro    | Brąz                         | Brąz      |
| --------------------- | ----------------------------------------- | --------- | ------------------------------- | --------- | ---------------------------- | --------- |
| 100 m                 | Amadou Mbagnick Mbaye · Senegal           | 10.60     | Salaam Gariba · Ghana           | 10.64     | Patrick Nwankwo · Nigeria    | 10.66     |
| 200 m                 | Olapade Adeniken · Nigeria                | 20.74     | Davidson Ezinwa · Nigeria       | 20.82     | Nelson Boateng · Ghana       | 20.84     |
| 400 m                 | Gabriel Tiacoh · Wybrzeże Kości Słoniowej | 45.25     | Simeon Kipkemboi · Kenia        | 46.29     | Hachim Ndiaye · Senegal      | 46.69     |
| 800 m                 | Nixon Kiprotich · Kenia                   | 1:45.71   | Joseph Chesire · Kenia          | 1:45.96   | Babacar Niang · Senegal      | 1:46.09   |
| 1500 m                | Joseph Chesire · Kenia                    | 3:39.43   | Robert Kibet · Kenia            | 3:40.05   | Nixon Kiprotich · Kenia      | 3:41.51   |
| 5000 m                | John Ngugi · Kenia                        | 13:22.07  | Addis Abebe · Etiopia           | 13:35.09  | Moses Tanui · Kenia          | 13:36.79  |
| 10 000 m              | Addis Abebe · Etiopia                     | 27:51.07  | Moses Tanui · Kenia             | 28:22.90  | Bedilu Kibret · Etiopia      | 28:29.14  |
| Maraton               | Tsegaye Sengni · Etiopia                  | 2:26:26   | Kebede Balcha · Etiopia         | 2:26:35   | Tekla Gebrselassie · Etiopia | 2:26:55   |
| 3000 m z przeszkodami | Azzedine Brahmi · Algieria                | 8:31.29   | Micah Boinett · Kenia           | 8:31.79   | Boniface Merande · Kenia     | 8:35.35   |
| 110 m przez płotki    | Ikechukwu Mbadugha · Nigeria              | 14.16     | Noureddine Tadjine · Algieria   | 14.18     | Akwasi Abrefa · Ghana        | 14.56     |
| 400 m przez płotki    | Henry Amike · Nigeria                     | 49.58     | Hamidou Mbaye · Senegal         | 50.76     | Saïd Aberkan · Maroko        | 50.84     |
| Skok wzwyż            | Othmane Belfaa · Algieria                 | 2.20      | Abdenour Krim · Algieria        | 2.15      | Boubacar Guèye · Senegal     | 2.10      |
| Skok o tyczce         | Sami Si Mohamed · Algieria                | 4.90      | Issam Ben Mohamed · Tunezja     | 4.80      | Samir Agsous · Algieria      | 4.60      |
| Skok w dal            | Yusuf Alli · Nigeria                      | 8.27      | Ayodele Aladefa · Nigeria       | 7.89      | Badara Mbengue · Senegal     | 7.88      |
| Trójskok              | Eugene Koranteng · Ghana                  | 16.83     | Toussaint Rabenala · Madagaskar | 16.80     | Paul Nioze · Seszele         | 16.74     |
| Pchnięcie kulą        | Robert Welikhe · Kenia                    | 17.28     | Chima Ugwu · Nigeria            | 16.76     | Vincent Oghene · Nigeria     | 16.62     |
| Rzut dyskiem          | Hassan Ahmed Hamad · Egipt                | 53.44     | Vincent Oghene · Nigeria        | 52.98     | Ikechukwu Chika · Nigeria    | 50.70     |
| Rzut młotem           | Hakim Toumi · Algieria                    | 69.98     | Hassan Chahine · Maroko         | 66.86     | Djamel Zouiche · Maroko      | 63.52     |
| Rzut oszczepem        | Pius Bazighe · Nigeria                    | 68.96     | Mongi Alimi · Tunezja           | 68.42     | William Sang · Kenia         | 68.06     |
| 10-bój                | Mourad Mahour Bacha · Algieria            | 7080 pkt. | Hatem Bachar · Tunezja          | 6757 pkt. | Stanley Flowers · Zimbabwe   | 6519 pkt. |
| Chód na 20 km         | Mohamed Bouhalla · Algieria               | 1:30:43   | Abdelwahab Ferguène · Algieria  | 1:36:49   | Bekele Lema · Etiopia        | 1:45:25   |
| 4 x 100               | Nigeria                                   | 39.94     | Kenia                           | 40.78     | Wybrzeże Kości Słoniowej     | 40.91     |
| 4 x 400               | Kenia                                     | 3:04.44   | Nigeria                         | 3:05.54   | Senegal                      | 3:08.18   |

### Kobiety
| Konkurencja        | Złoto                                    | Złoto     | Srebro                                   | Srebro    | Brąz                           | Brąz      |
| ------------------ | ---------------------------------------- | --------- | ---------------------------------------- | --------- | ------------------------------ | --------- |
| 100 m              | Mary Onyali · Nigeria                    | 11.22     | Tina Iheagwam · Nigeria                  | 11.28     | Rufina Uba · Nigeria           | 11.47     |
| 200 m              | Mary Onyali · Nigeria                    | 23.00     | Falilat Ogunkoya · Nigeria               | 23.74     | Lalao Ravaonirina · Madagaskar | 23.94     |
| 400 m              | Falilat Ogunkoya · Nigeria               | 51.22     | Fatima Yusuf · Nigeria                   | 52.30     | Airat Bakare · Nigeria         | 52.38     |
| 800 m              | Hasiba Bu-l-Marka · Algieria             | 2:06.8    | Zewde Haile Mariam · Etiopia             | 2:08.2    | Emebet Shiferaw · Etiopia      | 2:09.3    |
| 1500 m             | Hasiba Bu-l-Marka · Algieria             | 4:13.85   | Hellen Kimaiyo · Kenia                   | 4:16.42   | Emebet Shiferaw · Etiopia      | 4:20.81   |
| 3000 m             | Hellen Kimaiyo · Kenia                   | 9:14.97   | Jane Ngotho · Kenia                      | 9:15.43   | Luchia Yishak · Etiopia        | 9:24.31   |
| 10000 m            | Jane Ngotho · Kenia                      | 33:05.60  | Tigist Moreda · Etiopia                  | 34:05.58  | Marcianne Mukamurenzi · Rwanda | 34:09.48  |
| 100 m przez płotki | Dinah Yankey · Ghana                     | 13.68     | Hope Obika · Nigeria                     | 13.80     | Mosun Adesina · Nigeria        | 13.86     |
| 400 m przez płotki | Maria Usifo · Nigeria                    | 55.45     | Marie Womplou · Wybrzeże Kości Słoniowej | 57.57     | Zewde Haile Mariam · Etiopia   | 59.51     |
| Skok wzwyż         | Lucienne N’Da · Wybrzeże Kości Słoniowej | 1.81      | Nkechi Madubuko · Nigeria                | 1.78      | Yasmina Azzizi · Algieria      | 1.78      |
| Skok w dal         | Chioma Ajunwa · Nigeria                  | 6.53      | Beatrice Utondu · Nigeria                | 6.20      | Christy Opara · Nigeria        | 6.18      |
| Pchnięcie kulą     | Hanan Ahmed Khaled · Egipt               | 14.28     | Mariam Nnodu · Nigeria                   | 14.02     | Ann Otutu · Nigeria            | 13.88     |
| Rzut dyskiem       | Zoubida Laayouni · Maroko                | 51.14     | Hanan Ahmed Khaled · Egipt               | 50.32     | Nabila Mouelhi · Tunezja       | 46.80     |
| Rzut oszczepem     | Chinweoke Chikwelu · Nigeria             | 52.18     | Milka Johnson · Kenia                    | 50.32     | Yasmina Azzizi · Algieria      | 48.16     |
| Siedmiobój         | Yasmina Azzizi · Algieria                | 5957 pkt. | Nacèra Zaaboub (Achir) · Algieria        | 5573 pkt. | Chinweoke Chikwelu · Nigeria   | 5503 pkt. |
| Chód na 5000 m     | Agnetha Chelimo · Kenia                  | 26:36.18  | Mercy Nyambura · Kenia                   | 27:08.58  |                                |           |
| 4 x 100            | Nigeria                                  | 44.6      | Ghana                                    | 45.4      | Wybrzeże Kości Słoniowej       | 46.0      |
| 4 x 400            | Nigeria                                  | 3:33.12   | Kenia                                    | 3:39.60   | Wybrzeże Kości Słoniowej       | 3:41.87   |

## Klasyfikacja medalowa
| Klasyfikacja medalowa | Klasyfikacja medalowa    | Klasyfikacja medalowa | Klasyfikacja medalowa | Klasyfikacja medalowa | Klasyfikacja medalowa |
| --------------------- | ------------------------ | --------------------- | --------------------- | --------------------- | --------------------- |
| Miejsce               | Kraj                     | Złoto                 | Srebro                | Brąz                  | Razem                 |
| 1.                    | Nigeria                  | 14                    | 12                    | 9                     | 35                    |
| 2.                    | Algieria                 | 9                     | 4                     | 4                     | 17                    |
| 3.                    | Kenia                    | 8                     | 11                    | 4                     | 23                    |
| 4.                    | Etiopia                  | 2                     | 4                     | 7                     | 13                    |
| 5.                    | Ghana                    | 2                     | 2                     | 2                     | 6                     |
| 6.                    | Wybrzeże Kości Słoniowej | 2                     | 1                     | 3                     | 6                     |
| 7.                    | Egipt                    | 2                     | 1                     | 0                     | 3                     |
| 8.                    | Senegal                  | 1                     | 1                     | 5                     | 7                     |
| 9.                    | Maroko                   | 1                     | 1                     | 1                     | 3                     |
| 10.                   | Tunezja                  | 0                     | 3                     | 1                     | 4                     |
| 11.                   | Madagaskar               | 0                     | 1                     | 1                     | 2                     |
| 12.                   | Rwanda                   | 0                     | 0                     | 1                     | 1                     |
| 12.                   | Zimbabwe                 | 0                     | 0                     | 1                     | 1                     |
| 12.                   | Seszele                  | 0                     | 0                     | 1                     | 1                     |